# Lisa Joy
Lisa Joy Nolan (New Jersey, 23 maggio 1977) è una regista, sceneggiatrice e produttrice televisiva statunitense.

## Carriera
Co-creatrice e produttrice esecutiva della serie HBO Westworld - Dove tutto è concesso, ha anche scritto la serie televisiva Burn Notice - Duro a morire, per la quale ha inoltre lavorato come co-produttrice, e Pushing Daisies. Ha ricevuto una candidatura agli Emmy Awards per la serie Westworld - Dove tutto è concesso a luglio 2017.

## Vita privata
Nata nel New Jersey da padre inglese e madre originaria di Taiwan, è sposata con lo sceneggiatore Jonathan Nolan. La coppia ha due figli.

## Filmografia parziale

### Regista

#### Cinema
- Frammenti dal passato - Reminiscence (Reminiscence) (2021)

#### Televisione
- Westworld - Dove tutto è concesso (Westworld) – serie TV, episodio 2x04 (2018)

### Sceneggiatrice

#### Cinema
- Frammenti dal passato - Reminiscence (Reminiscence) (2021)

#### Televisione
- Pushing Daisies – serie TV, 3 episodi (2007-2009)
- Burn Notice - Duro a morire (Burn Notice) – serie TV, 4 episodi (2009-2011)
- Westworld - Dove tutto è concesso (Westworld) – serie TV, 12 episodi (2016-2022)

### Produttrice

#### Cinema
- Frammenti dal passato - Reminiscence (Reminiscence) (2021)

#### Televisione
- Burn Notice - Duro a morire (Burn Nitice) – serie TV, 15 episodi (2011)
- Westworld - Dove tutto è concesso (Westworld) – serie TV, 28 episodi (2016-2022) - co-creatrice assieme a Jonathan Nolan
- Inverso - The Peripheral (The Peripheral) – serie TV, 8 episodi (2022)
- Fallout – serie TV (2024)